# ماسرو
ماسِرو پایتخت و بزرگ‌ترین شهر لِسوتو است. این شهر همچنین مرکز ناحیه ماسرو است. این شهر که بر روی رودخانه کالدون واقع شده‌است، در مرز لسوتو با آفریقای جنوبی قرار دارد. ماسرو در سرشماری سال ۲۰۱۶ جمعیتی برابر با ۳۳۰٫۷۶۰ نفر داشت.

## جغرافیا
این شهر که بر کرانه رودخانه کالدون در مرز آفریقای جنوبی قرار دارد تنها شهر بزرگ لسوتو است.
جمعیت ماسرو در سال ۲۰۰۴ حدود ۱۸۰٬۰۰۰ نفر بوده‌است.
ماسرو در عین حال مرکز استان ماسرو نیز هست. مرکز استان را در لسوتو با نام اردو-شهر (Camptown) می‌نامند.

## اقتصاد
تا سال ۲۰۰۴ شهر ماسرو دارای صنعت پویای نساجی بود که با حمایت و سرمایه‌گذاری چینی‌ها رونق گرفته بود ولی امروزه با دگرگونی تعرفه‌ها این صنعت در ماسرو رو به زوال نهاده‌است.
تولید شمع و قالی نیز در شهر ماسرو رونق داشته که امروزه تحت تأثیر صنایع آفریقای جنوبی به سستی گراییده.

## نگارخانه

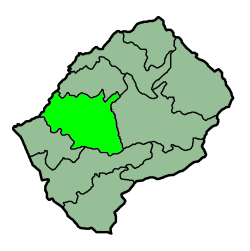

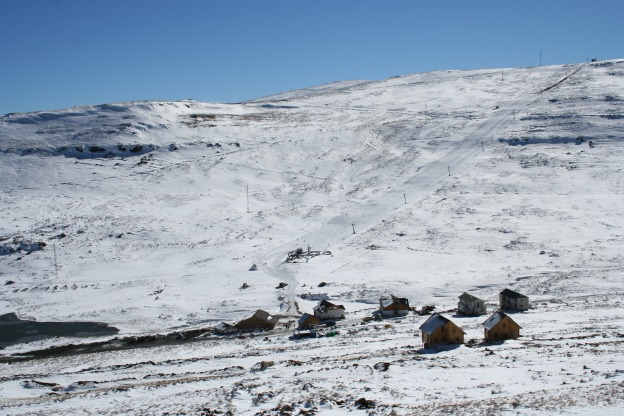